# مجراب الرين (المحويت)

تعديل مصدري - تعديل

مجراب الرين هي إحدى قرى عزلة الحواصلــة بمديرية المحويت التابعة لمحافظة المحويت، بلغ تعداد سكانها 115 نسمة حسب تعداد اليمن لعام 2004.